# 1853
1853 (MDCCCLIII) var ett normalår som började en lördag i den gregorianska kalendern och ett normalår som började en torsdag i den julianska kalendern.

## Händelser

### Februari
- 12 februari – Staden Puerto Montt grundas vid Reloncavísundet i Chile.

### Mars
- 4 mars
  - Franklin Pierce efterträder Millard Fillmore som USA:s president .
  - Alabamademokraten William King blir USA:s vicepresident .
- 11–13 mars – Amerikanska soldater landstiger i Nicaragua under politiska oroligheter.[1]
- 18 mars – Mellan Bombay och Thana öppnas den första järnvägen i Indien.[2]
- 28 mars – Krimkriget bryter ut.

### April
- April – Amerikanska marinsoldater lämnar Buenos Aires, Argentina.[1]
  - 18 april - USA:s vicepresident William King avlider i sjukdom, under sin påbörjade ämbetstid .

### Maj
- 15 maj – Då Sveriges riksdag har beslutat att ett telegrafnät skall anläggas reses Sveriges första telegrafstolpe i Märsta på den första telegraflinjen mellan Stockholm och Uppsala.
- 12 maj–31 oktober – Great Industrial Exhibition arrangeras i Dublin, Irland.

### Juni
- Juni – Det tredje och sista liberala reformmötet i Örebro hålls.
- 24 juni – Fregatten Eugenie anlöper Göteborg, efter att ha seglat jorden runt på två år.

### Juli
- 14 juli – Exhibition of the Industry of All Nations, en världsutställning i New York, USA, öppnas. Elisha Graves Otis demonstrerar en hiss med säkerhetsbroms.

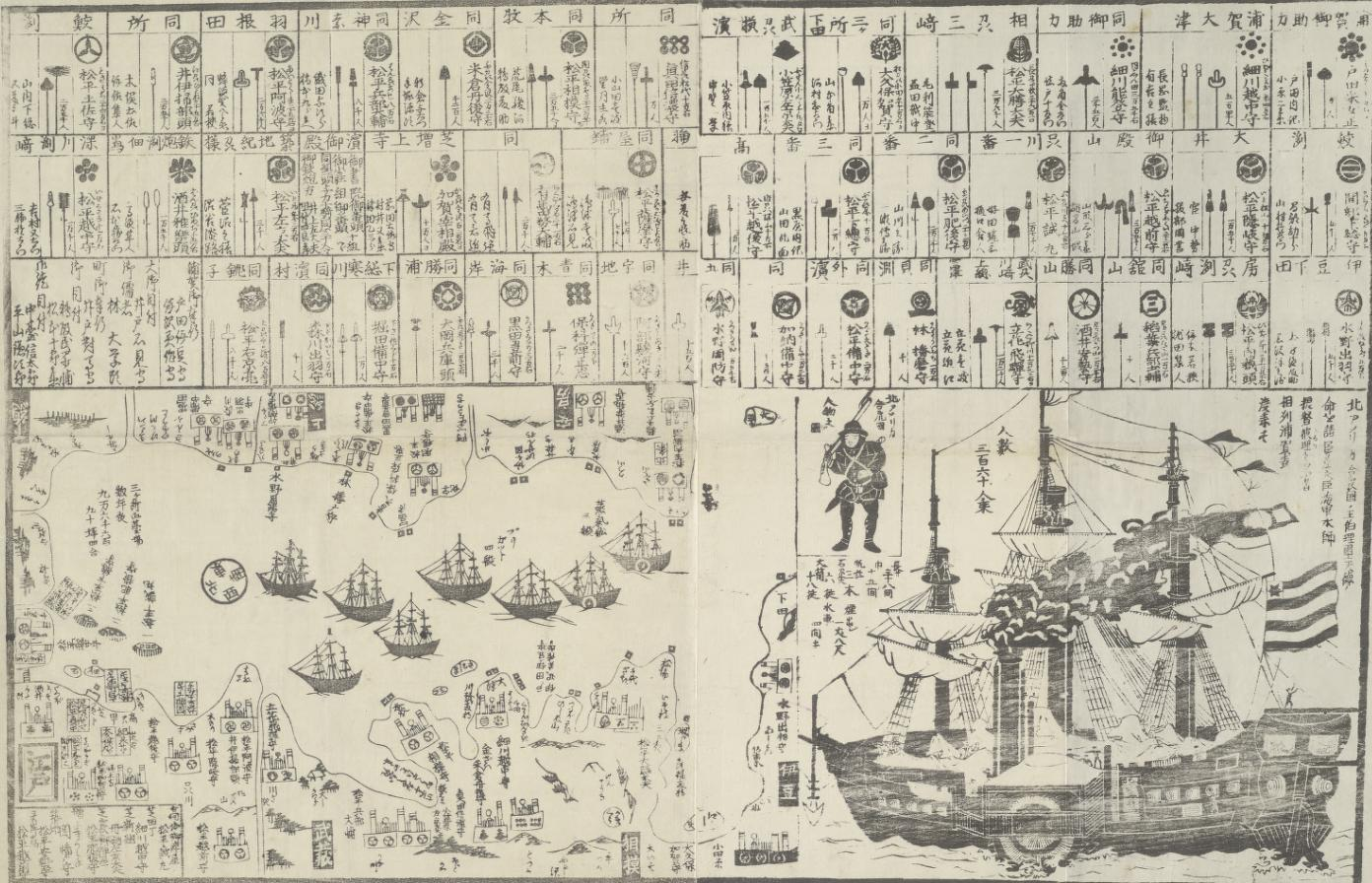
Japansk tavla föreställande Matthew Calbraith Perrys besök 1853.

- Juli – Matthew Calbraith Perry besöker Japan, som återigen börjar öppna sin ekonomi för handel med västerländska stater.[1]

### September
- 24 september – Nya Kaledonien blir en fransk koloni inom Franska Oceanien.[3]

### Oktober
- 30 oktober – Sångsällskapet Orphei Drängar grundas i Uppsala.

### November
- 1 november – Det svenska Kongl. Elecktriska Telegraf-Werket bildas (se Televerket).

- 1 november – Slaget om Sinop.

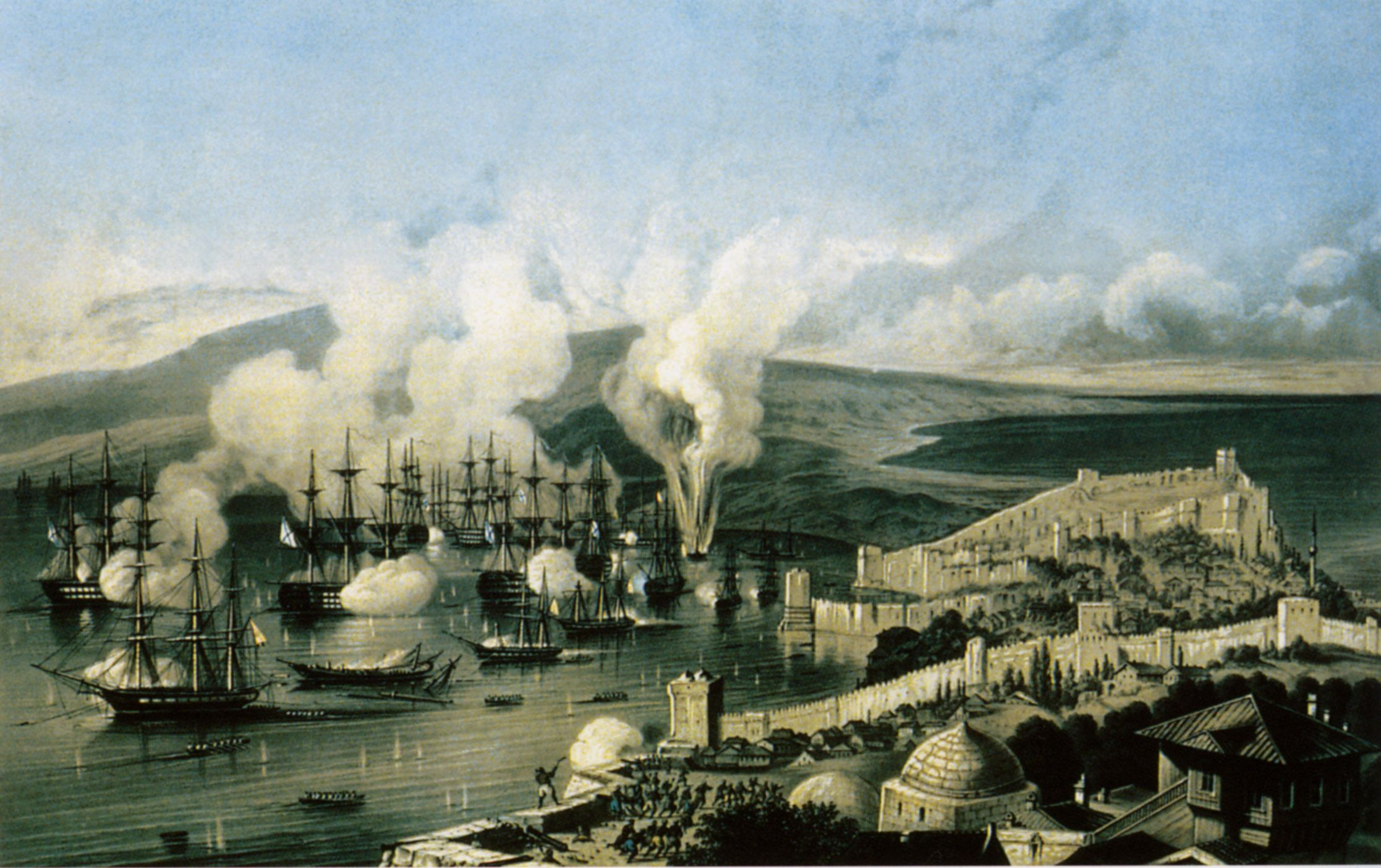
Slaget om Sinop.

- November – Den första svenska telegraflinjen mellan Stockholm och Uppsala öppnas.

### December
- December – Sverige, Norge och Danmark förklarar sig neutrala i Krimkriget. Nordiska hamnar skall hållas öppna för alla främmande fartyg.
- 9 december – Stockholms stadsmission grundas i Sverige.[4]
- 30 december – Genom Gadsdenfördraget köper USA mark från Mexiko att använda för järnvägsbygge i sydväst.

### Okänt datum
- Modern utbildning börjar i Nepal då Nepals första moderna skola invigs. Skolan är dock bara för de styrande familjerna och deras hovmän.
- Det första gasverket anläggs i Stockholm, vid Klara sjö.
- En proposition läggs enligt vilken svenska staten skall ansvara för och finansiera utbyggnaden av järnvägsnätet genom så kallade stambanor. Översten Nils Ericson får ansvaret för byggandet tillsammans med finansminister Johan August Gripenstedt. Man söker öka uppodlingen genom att dra järnvägarna genom mindre attraktiva områden och undviker kusterna i händelse av fientliga anfall. Västra stambanan dras mellan Stockholm och Göteborg och den södra mellan Falköping och Malmö.
- Fredrika Bremer grundar Sveriges första kvinnoförening, Stockholms fruntimmersförening för barnavård. Hon utger också sin skildring av sin Amerikaresa, Hemmen i den nya världen.
- En ny lag i Sverige inskränker rätten att bränna brännvin.
- En andra koleraepidemi utbryter i Sverige.
- Sveriges första lokomotiv, Förstlingen, byggs på Munktells Mekaniska Verkstad i Eskilstuna.
- Skånska Sockerfabriks AB grundas i Landskrona.
- 1853 års fattigvårdförordning.
- Haussmanns ombyggnation av Paris påbörjas.

## Födda

### Första kvartalet

#### Januari
- 1 januari
  - Karl von Einem, preussisk militär och politiker. (död 1934)
  - Hans von Koessler, tysk kompositör. (död 1926)
  - Harry A. Richardson, amerikansk republikansk politiker, senator 1907–1913. (död 1928)
- 3 januari – Iwan Knorr, tysk kompositör. (död 1916)
- 6 januari – Woodbridge N. Ferris, amerikansk demokratisk politiker, guvernör i Michigan 1913–1917, senator 1923–1928. (död 1928)
- 9 januari – Henning von Holtzendorff, tysk sjömilitär. (död 1919)
- 11 januari – Gustav Falke, tysk poet. (död 1916)
- 15 januari
  - Christopher Aurivillius, svensk entomolog. (död 1928)
  - Albert McIntire, amerikansk republikansk politiker och jurist, guvernör i Colorado 1895–1897. (död 1935)
- 16 januari – Ian Hamilton, brittisk militär. (död 1947)
- 19 januari – Stephen M. White, amerikansk demokratisk politiker, senator 1893–1899. (död 1901)
- 20 januari – Marguerite de Witt-Schlumberger, fransk aktivist. (död 1924)
- 22 januari – Francis Hagerup, norsk politiker. (död 1921)
- 28 januari – José Martí, kubansk politiker, journalist, filosof och poet. (död 1895)
- 29 januari – Kitasato Shibasaburō, japansk bakteriolog. (död 1931)

#### Februari
- 3 februari – George W.E. Russell, brittisk politiker och författare. (död 1919)
- 16 februari – Charles J. Hughes, amerikansk demokratisk politiker, senator 1909–1911. (död 1911)

#### Mars
- 21 mars
  - Frederick Booth-Tucker, ledare för Frälsningsarmén i USA 1896–1904. (död 1929)
  - William W. Stickney, amerikansk republikansk politiker, guvernör i Vermont 1900–1902. (död 1932)
- 30 mars – Vincent van Gogh, nederländsk konstnär. (död 1890)

### Andra kvartalet

#### April
- 6 april – Emil Jellinek, grundare av Mercedes. (död 1918)
- 14 april – Henrik Berggren, svensk disponent och riksdagsledamot. (död 1914)
- 23 april – Winthrop M. Crane, amerikansk republikansk politiker, guvernör i Massachusetts 1900–1903 och senator 1904–1913. (död 1920)

#### Maj
- 2 maj – Carl Rabl, österrikisk anatom. (död 1917)
- 6 maj – Philander C. Knox, amerikansk republikansk politiker och jurist, USA:s utrikesminister 1909–1913. (död 1921)
- 12 maj – Edvard Evers, svensk präst, författare och samlare. (död 1919)
- 13 maj – Adolf Hölzel, tysk målare och konsthistoriker. (död 1934)
- 19 maj – Knut Agathon Wallenberg, svensk bankman. (död 1938)
- 21 maj – Heinrich Lammasch, österrikisk jurist och politiker. (död 1920)
- 28 maj – Carl Larsson, svensk konstnär. (död 1919)

#### Juni
- 3 juni – Flinders Petrie, brittisk egyptolog. (död 1942)
- 5 juni – Lucina Hagman, finländsk pedagog och skriftställare. (död 1946)
- 11 juni – Samuel Rousseau, fransk kompositör. (död 1904)
- 12 juni – Julius Spengel, tysk kompositör och pianist. (död 1936)
- 14 juni – John E. Weeks, amerikansk republikansk politiker, guvernör i Vermont 1927–1931. (död 1949)
- 20 juni – Erich Schmidt, tysk litteraturhistoriker. (död 1913)
- 21 juni – Peder Vilhelm Klint, dansk arkitekt, formgivare och målare. (död 1930)
- 28 juni – Adolf von Strümpell, tysk läkare. (död 1925)
- 30 juni – Adolf Furtwängler, tysk arkeolog. (död 1907)

### Tredje kvartalet

#### Juli
- 18 juli – Hendrik Lorentz, nederländsk matematiker och fysiker, fick nobelpriset i fysik 1902. (död 1928)
- 31 juli – Frans von Schéele, svensk universitets- och skolman, pedagogisk och filosofisk skriftställare. (död 1931)

#### Augusti
- 19 augusti – Lawrence D'Orsay. brittisk skådespelare. (död 1931)

#### September
- 2 september – Wilhelm Ostwald, nobelpristagare i kemi. (död 1932)
- 4 september – Julia Håkansson, svensk skådespelare. (död 1940)
- 20 september – Chulalongkorn, kung av Siam 1868–1910. (död 1910)
- 25 september
  - Alexander S. Clay, amerikansk demokratisk politiker, senator 1897–1910. (död 1910)
  - Allen M. Fletcher, amerikansk republikansk politiker, guvernör i Vermont 1912–1915. (död 1922)

### Fjärde kvartalet

#### Oktober
- 6 oktober – Johannes von Kries, tysk fysiolog. (död 1928)
- 13 oktober – Lillie Langtry, brittisk skådespelare. (död 1929)
- 30 oktober – Louise Abbéma, fransk målare. (död 1927)

#### November
- 12 november – Oskar Panizza, tysk författare. (död 1921)
- 23 november
  - Leo de Ball, tysk astronom. (död 1916)
  - Giuseppina Bozzachi, italiensk ballerina. (död 1870)
- 24 november – Bat Masterson, amerikansk sheriff. (död 1921)
- 26 november – Karl Sudhoff, tysk medicinhistoriker. (död 1938)

#### December
- 4 december – Errico Malatesta, italiensk revolutionär och agitator. (död 1932)
- 11 december – Anton von Perfall, tysk författare. (död 1912)
- 12 december
  - Johan Petter Johansson, svensk uppfinnare. (död 1943)
  - Henrik Menander, svensk arbetardiktare. (död 1917)
- 14 december – William Henry Thompson, amerikansk demokratisk politiker och jurist, senator 1933–1934. (död 1937)
- 17 december
  - Herbert Beerbohm Tree, brittisk skådespelare. (död 1917)
  - Henric Westman, svensk godsägare och donator. (död 1937)
- 21 december – Isolde Kurz, tysk författare. (död 1944)
- 22 december – Teresa Carreño, venezuelansk kompositör. (död 1917)
- 26 december – René Bazin, fransk författare. (död 1932)
- 28 december – Henrik Tore Cedergren, svensk telefontekniker och grundare av Stockholms Allmänna Telefon AB. (död 1909)
- 29 december – Horace Chilton, amerikansk demokratisk politiker, senator 1891–1892 och 1895–1901. (död 1932)
- 31 december – Tasker Howard Bliss, amerikansk militär. (död 1930)

## Avlidna

### Första kvartalet

#### Januari
- 12 januari
  - William H. Cabell, 80, amerikansk politiker, guvernör i Virginia 1805–1808.
  - Jacques-Joseph Corbière, 86, fransk politiker.
- 14 januari – William Upham, 60, amerikansk politiker, senator 1843–1853.

#### Februari
- 3 februari – Ferdinando Quaglia, 72, italiensk miniatyrmålare, tecknare och litograf.

#### Mars
- 14 mars – Julius von Haynau, 66, österrikisk friherre och militär.
- 17 mars – Christian Doppler, 49, österrikisk fysiker och matematiker.
- 20 mars – Robert James Graves, 56, irländsk läkare.

### Andra kvartalet

#### April
- 13 april
  - Leopold Gmelin, 64, tysk kemist
  - James Iredell Jr., 64, amerikansk politiker, senator 1828–1831.
- 18 april – William R. King, 67, amerikansk politiker, USA:s vicepresident 1853.
- 28 april – Ludwig Tieck, 79, tysk poet.
- April – Élisa Garnerin, fransk ballongflygare och fallskärmshoppare.

#### Maj
- 10 maj – Jacob Burnet, 83, amerikansk jurist och politiker, senator 1828–1831.
- 11 maj – Nikita Bitjurin, 75, rysk munk, geograf och sinolog.

#### Juni
- 5 juni – Maria Johanna Görtz, svensk konstnär, tecknare.
- 7 juni – Laure Junot, 53, fransk memoarförfattare.
- 29 juni – Eduard Boas, 38, tysk författare.

### Tredje kvartalet

#### Juli
- 28 juli – Karl Alexander Alcenius, 33, finländsk skolhistoriker.

#### Augusti
- 21 augusti – Maria Quitéria, 61, brasiliansk nationalhjältinna.
- 22 augusti – Carl Karsten, 70, tysk metallurg.
- 31 augusti – Amalia, 48, svensk prinsessa, dotter till Gustav IV Adolf och Fredrika av Baden.

#### September
- 14 september – Hugh Edwin Strickland, 42, brittisk zoolog och geolog.
- 25 september – Fredrik Blom, 72, svensk arkitekt.

### Fjärde kvartalet

#### Oktober
- 5 oktober – Mahlon Dickerson, 83, amerikansk politiker, marinminister 1834–1838.
- 14 oktober – Elisha Mathewson, 86, amerikansk politiker, senator 1807–1811.

#### November
- 6 november – Samuel Grubbe, 67, svensk filosof och politiker.
- 14 november – Johann August Zeune, 75, tysk geograf och främjare av blindundervisningen.

#### December
- 15 december – Georg Friedrich Grotefend, 78, tysk språkforskare.

#### Okänt datum
- Meta Forkel-Liebeskind, tysk författare och översättare.

### Fotnoter
1. 1 2 3  ”USA:s militära insatser i utlandet 1798-2004”. Arkiverad från originalet den 9 december 2013. https://web.archive.org/web/20131209174005/http://www.history.navy.mil/library/online/forces.htm. Läst 30 januari 2011.
2. ↑  Järnvägar i historien Arkiverad 12 augusti 2010 hämtat från the Wayback Machine.
3. ↑  World Statesmen (läst 7 april 2011)
4. ↑  Stockholms stadsmission Arkiverad 8 augusti 2016 hämtat från the Wayback Machine.